# Shopify
Shopify es una empresa canadiense de comercio electrónico cuya sede principal se encuentra en Ottawa, Canadá. Shopify desarrolla un software con igual nombre, el cual se encarga de ofrecer una serie de servicios, incluidos pagos, marketing, envíos y herramientas de fidelización de clientes para simplificar el proceso de manejar una tienda en línea para los pequeños comerciantes.
La compañía fue fundada en 2004, inicialmente los fundadores la crearon para procesar pagos para su tienda en línea de ventas de tablas Snowboarding. Actualmente, la compañía reporta tener más de 800.000 tiendas en aproximadamente 175 países usando su plataforma y un total de ventas que supera los 100 millones de Dólares estadounidenses.

## Historia
Shopify fue fundada en 2004 por Tobias Lütke, Daniel Weinand y Scott Lake, después de que intentaron abrir su tienda en línea Snowdevil, dedicada a la venta de equipo de snowboard. Insatisfechos por la falta de herramientas para la creación de tiendas en línea en el mercado, decidieron crear la suya propia. Usando Ruby on Rails, crearon su sitio web después de 2 meses de desarrollo. Posteriormente, Shopify fue lanzado como plataforma en 2006.
En junio de 2009, la compañía lanza su propia tienda de aplicaciones. En donde los desarrolladores pueden crear aplicaciones para tiendas de Shopify y los usuarios comprar estás aplicaciones para crear funcionalidades extras.

## Características
Shopify permite crear tiendas online sin necesidad de saber programar. La plataforma ofrece diferentes planes de suscripción en función de las distintas necesidades.
Además de las funciones básicas, como la descarga sencilla de tarjetas de productos y la posibilidad de aceptar pagos en línea con tarjeta, las funcionalidades pueden mejorarse con aplicaciones disponibles en la App Store.
El diseño de la tienda se puede personalizar descargando temas gratuitos o de pago. 
Shopify también ofrece herramientas e iniciativas gratuitas diseñadas para emprendedores, como seminarios web, cursos de formación y eventos de networking en las principales ciudades del mundo: Shopify Meetups.
Shopify cuenta con un amplio ecosistema de aplicaciones (los plugins están disponibles en la tienda de aplicaciones de Shopify) que permiten a los administradores de sitios de comercio electrónico modificar, integrar y personalizar sus sitios.
Desde finales de diciembre de 2019, Shopify también permite crear sitios web multilingües con su propia solución.
La solución está disponible mediante el uso de algunas aplicaciones aprobadas y garantiza que los idiomas adicionales se almacenen dentro de la URL principal sin necesidad de crear dominios adicionales.
Con la creciente necesidad de personalización, las aplicaciones para crear encuestas de prueba de productos se han vuelto esenciales para los propietarios de tiendas Shopify.
Estas herramientas guían a los compradores hacia los productos adecuados en función de sus preferencias, mejorando la interacción con el usuario y la experiencia de compra.